# Acrodontium virellum
Acrodontium virellum är en svampart som först beskrevs av Elias Fries, och fick sitt nu gällande namn av de Hoog 1972. Acrodontium virellum ingår i släktet Acrodontium, divisionen sporsäcksvampar och riket svampar.   Inga underarter finns listade i Catalogue of Life.